# جان دريفوس
جان دريفوس هو مبارز بالسيف فرنسي، مثّل بلاده في الألعاب الأولمبية الصيفية 1900.

## روابط رياضية
جان دريفوس على موقع أوليمبيديا (الإنجليزية)